# Ghiacciaio Pelter
Il ghiacciaio Pelter (in inglese Pelter Glacier) è un ghiacciaio lungo circa 8 km situato sull'isola Thurston, al largo della costa di Eights, nella Terra di Ellsworth, in Antartide. Il ghiacciaio, il cui punto più alto si trova a circa 250 m s.l.m., si trova in particolare nella parte orientale della penisola Noville e da qui fluisce verso est fino a entrare nella parte occidentale dell'insenatura di Murphy.

## Storia
Il ghiacciaio Pelter è stato mappato grazie a fotografie aeree scattate dalla squadriglia VX-6 della marina militare statunitense (USN) nel gennaio 1960 ed è stato poi così battezzato dal Comitato consultivo dei nomi antartici in onore di J. A. Pelter, fotografo aereo della spedizione antartica di Richard Evelyn Byrd del 1933-35.